# Josef Harpe
Josef Harpe (Buer-Mitte, 21 settembre 1887 – Norimberga, 14 marzo 1968) è stato un generale tedesco.

## Biografia
Nel luglio 1944 prese il comando del Gruppo di armate A, comprendente 31 divisioni di fanteria e cinque divisioni corazzate. Nel gennaio 1945 dovette affrontare con la 1ª, 4ª, 9ª e 17ª Armata, la potente offensiva dell'Armata Rossa sul fronte della Vistola  che provocò il rapido crollo delle sue forze e la caduta di Varsavia il 17 gennaio 1945.
Il giorno precedente il generale Harpe era stato considerato da Adolf Hitler il massimo responsabile della disfatta tedesca ed era stato sostituito al comando del gruppo A dal generale Ferdinand Schörner.
Venne decorato con la Croce di cavaliere della Croce di ferro il 13 agosto 1941 quando era maggiore generale e comandante della 12. Panzer-Division, con le Foglie di quercia il 31 dicembre del medesimo anno e con le Spade per la Croce di cavaliere il 15 settembre 1943 mentre era comandante del XLIV Corpo d'Armata corazzato.